# 藤沢インターチェンジ
藤沢インターチェンジ（ふじさわインターチェンジ）は、神奈川県藤沢市にある新湘南バイパスのインターチェンジである。
現在、当ICには料金所がないため隣の茅ヶ崎料金所で精算となるが、将来的には首都圏中央連絡自動車道（横浜湘南道路）に接続し、料金所が設置される予定。
新湘南バイパスは中日本高速道路（東京支社）が管理・運営を行っている一方、横浜湘南道路は東日本高速道路（関東支社）が建設を行っており、横浜湘南道路の開通後は当ICが両社の管轄境界となる。

## 接続道路
- 国道1号（藤沢バイパス）
- 国道1号 現道（茅ヶ崎方面）
- 神奈川県道43号藤沢厚木線（国道1号を介して新湘南バイパスとの接続のみ）
- 藤沢市都市計画道路 3・3・4号（予定、辻堂元町4丁目方面）

## 歴史
- 1988年（昭和63年）3月30日 : 新湘南バイパス・藤沢IC - 茅ヶ崎西IC間開通に伴い、供用開始。
- 未定 : 横浜湘南道路・栄IC/JCT - 藤沢IC間開通予定[1]。

## 周辺
- 辻堂駅（JR東海道本線）
  - テラスモール湘南
- 藤沢本町駅（小田急電鉄江ノ島線）
  - 藤沢市民病院
- 引地川
- 荏原製作所藤沢事業所（藤沢工場）
- 湘南モールフィル
- ミスターマックス

## 隣
C4 新湘南バイパス
藤沢IC - 茅ヶ崎TB - (24)茅ヶ崎中央IC（藤沢方面出入口） - (25)茅ヶ崎JCT / (24)茅ヶ崎中央IC（茅ヶ崎海岸方面出入口）
C4 首都圏中央連絡自動車道（横浜湘南道路）
栄IC/JCT（事業中） - 藤沢IC